# Добжанський Валерій Віталійович
Вале́рій Віта́лійович Добжанський — полковник Збройних сил України, учасник російсько-української війни.
Станом на жовтень 2013 року підполковник Добжанський — начальник відділу підготовки кваліфікованих солдат і сержантів Командування Сухопутних військ ЗС України.

## Нагороди та вшанування
- Орден «За мужність» III ступеня (13 серпня 2015) — За особисту мужність і героїзм, виявлені у захисті державного суверенітету та територіальної цілісності України, вірність військовій присязі[1]
- Медаль «За поранення» (важке) (29 серпня 2019)[2]